# Сузана Максимовић
Сузана Максимовић (Ниш, 5. јануар 1962) је српска и шахисткиња са титулом велемајсторке. Двострука је победница Првенства Југославије у шаху (1983, 1991).

## Биографија
Први велики успех Максимовићева је остварила 1980. године када је освојила титулу јуниорске вицешампионке Европе у узрасту до 20 година. Осамдесетих година прошлог века била је једна од водећих југословенских шахисткиња. Сузана Максимовић је два пута освајала Првенства Југославије у шаху: 1983. (заједно са Маријом Петровић) и 1991. (заједно са Мирјаном Марић). 2002. освојила је сребрну медаљу на Првенству Југославије у шаху, а 2006. поновила је овај успех на Првенству Србије. Максимовић је 1990. у Пули поделила од 1. до 4. места на зонском турниру Светског првенства у шаху. 1996. у Дрездену победила је на Међународном женском шаховском турниру.
Учествовала је четири пута на међузонским турнирима Светског првенства у шаху:
- 1982. на међузонском турниру у Бад Кисингену где је поделила од 8. до 10. места;[2]
- 1987. на међузонском турниру у Тузли где је поделила од 11. до 12. места;[3]
- 1991. на међузонском турниру у Суботици где је заузела 29. место;[4]
- 1995. на Интерзоналном турниру у Кишињеву где је заузела 24. место.[5]

Максимовићева је играла за Југославију и Србију на шаховским олимпијадама:
- 1982. на 10. шаховској олимпијади у Луцерну где је играла на трећој табли. Одиграла је 12 партија и имала пет победа, четири ремија и три пораза.
- 1984. на  26. шаховске олимпијаде у Солуну играла је на трећој табли. Одиграла је 11 партија и имала је пет победа, два ремија и четири пораза.
- 1986. на 27. шаховској олимпијади у Дубаију играла је на трећој табли и освојила појединачну бронзану медаљу. Одиграла је 12 партија и имала је осам победа, два ремија и два пораза.
- 1988. на 28. шаховској олимпијади у Солуну играла је на трећој табли и освојила екипну бронзану медаљу. Одиграла је 10 партија и имала је три победе, пет ремија и два пораза.
- 1990. на 29. шаховској олимпијади у Новом Саду играла је на трећој табли и имала је једну победу, три ремија и два пораза.
- 1994. на 31. шаховској олимпијади у Москви играла је на првој резервној табли и имала је један реми и три пораза.
- 2006. на 37. шаховској олимпијади у Торину играла је на трећој табли и имала две победе, три ремија и два пораза.

Добила је ФИДЕ титулу међународног мајстора 1982. и велемајстора 1999. године.